# Aiello (Crognaleto)
Aiello (“Aill” in dialetto teramano) è una frazione del Comune di Crognaleto, nella provincia di Teramo, in Abruzzo.

## Geografia fisica
Aiello è sito all’interno del Parco Nazionale del Gran Sasso e Monti della Laga, a 1030 metri sul livello del mare, a breve distanza da un’altra frazione di Crognaleto: Figliola. È raggiungibile tramite la Strada Provinciale 42.

## Monumenti e luoghi d'interesse

### La chiesa dei Santi Silvestro e Rocco
Il principale luogo di culto ad Aiello è la chiesa cattolica dei Santi Silvestro e Rocco. Si tratta di un edificio in arenaria (materiale di cui, peraltro, è costruita la maggior parte delle abitazioni della frazione). Fu eretto nel 1528, dopo la peste, ed era originariamente destinato al culto solo di San Bartolomeo. La chiesa assunse, poi, anche il titolo di Silvestro e San Rocco a partire dal 1575, a seguito dell’abbandono del convento dedicato a tali Santi, che esisteva sin dal 1209 nei dintorni del paese. L’edificio subì un grande ampliamento nel 1631 a seguito della fondazione della cappella di patronato privato della famiglia Valeriani, dedicata a San Carlo Borromeo, che lo portò ad avere l’aspetto attuale: ha due navate, separate da due grandi archi a tutto sesto, che culminano nell’altare maggiore, in stile barocco, all’interno del quale si trovano due statue chiesa dei Santi Silvestro e Rocco raffiguranti i Santi Silvestro e Rocco. Nella navata laterale vi è anche un altare minore ligneo, con una tela raffigurante San Carlo.
All’interno della chiesa è custodita anche una “croce per le indulgenze”, benedetta da Papa Leone XIII. Secondo la tradizione, chi recita il Padre Nostro e bacia la croce riceve un'indulgenza di 200 giorni.
L’esterno è molto semplice: la facciata è a capanna, sormontata da un piccolo campanile a vela. In essa si apre un modesto portale ligneo, al di sopra del quale è visibile un piccolo rosone in vetro nero, con una croce bianca intarsiata.

### Antiche abitazioni dei secoli XVI, XVII e XVIII
Le abitazioni di Aiello, risalenti per lo più ai secoli XVI, XVII e XVIII, sono molto caratteristiche. Hanno muri realizzati con blocchi irregolari di arenaria, roccia molto comune nell’edilizia dell’Appennino teramano, e finestre delimitate da cornici, anch’esse in pietra, spesso decorate, per esempio con motivi a punta di diamante. Anche gli ingressi sono incorniciati da sostegni verticali e architravi di pietra e lignei. Particolare in questo senso è una grande abitazione dell’XVI secolo, che sorge leggermente distaccata da nucleo principale del paese, in direzione di Macchia Vomano. Essa, infatti, presenta una loggia coperta, con una scala d’accesso che permette di raggiungere il primo piano dell’edificio, con funzione abitativa, dato che il pian terreno ospitava in origine stalle e rimesse. Inizialmente tale loggia era molto semplice, ma, nel corso degli anni, è stata arricchita con archetti e decorazioni di vario genere.

## Società

### Evoluzione demografica
Attualmente nella frazione di Aiello risultano residenti solo 4 persone, sebbene le abitazioni nel paese siano oltre 50. Infatti, queste ultime sono utilizzate per lo più come seconde case.